# Royal Football Club Seraing
El Royal Football Club Seraing fou un club de futbol belga de la ciutat de Seraing.

## Història
Fundat el 1900 amb el nom Football Club Sérésien, ingressant a la federació amb el número de matrícula 17. El prefix "Royal" fou afegit el 1928. S'anomenà Royal Football Club Sérésien fins al 1994. Dos anys més tard patí problemes econòmics i acabà absorbit pel Standard Liège.
Destacà als anys 80 i 90, arribant a classificar-se per la copa de la UEFA 1994-95.